# Serie A (1939/1940)
Serie A 1939/1940 – 40. edycja najwyższej w hierarchii klasy mistrzostw Włoch w piłce nożnej, organizowanych przez Direttorio Divisioni Superiori, które odbyły się od 17 września 1939 do 2 czerwca 1940. Mistrzem został Ambrosiana-Inter, zdobywając swój piąty tytuł.

## Organizacja
Liczba uczestników pozostała bez zmian (16 drużyn). Fiorentina i Venezia awansowali z Serie B. Rozgrywki składały się z meczów, które odbyły się systemem kołowym u siebie i na wyjeździe, w sumie 34 rundy: 2 punkty przyznano za zwycięstwo i po jednym punkcie w przypadku remisu, z możliwą dogrywką, rozstrzygać sytuacje ex aequo w końcowej klasyfikacji.. Zwycięzca rozgrywek ligowych otrzymywał tytuł mistrza Włoch. Dwie ostatnie drużyny spadało do Serie B.

## Drużyny

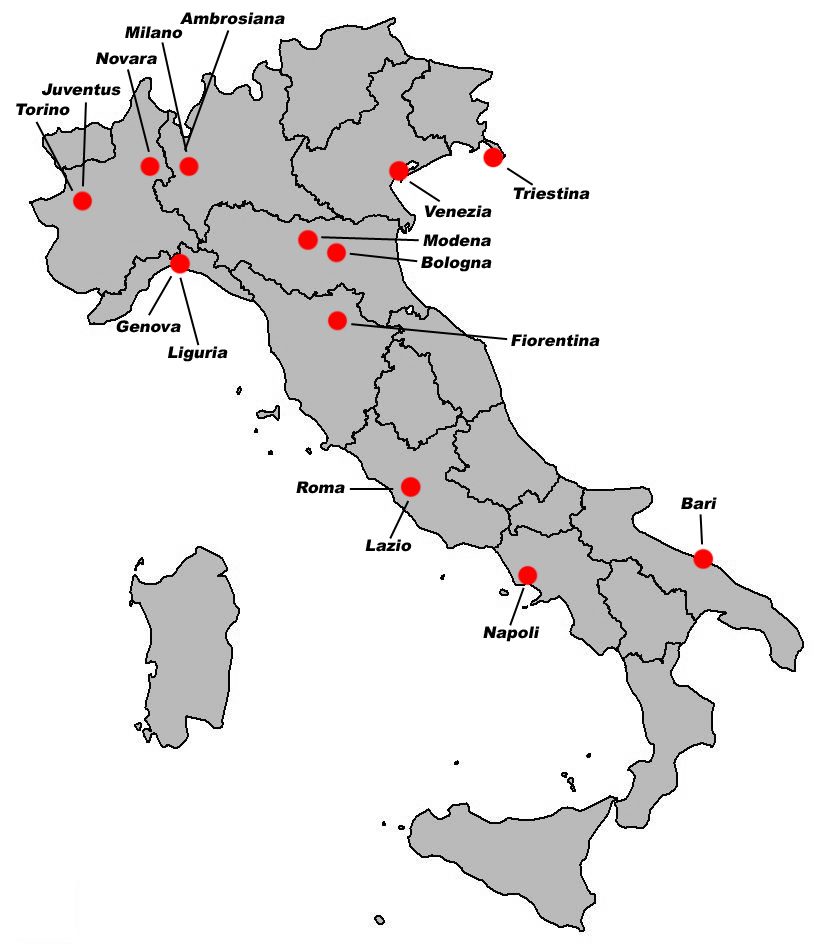
Lokalizacja klubów grających w Serie A

| Uczestnicy poprzedniej edycji                                                                                 | Uczestnicy poprzedniej edycji | Uczestnicy poprzedniej edycji | Uczestnicy poprzedniej edycji |
| --- | ----------------------------- | ----------------------------- | ----------------------------- |
| AMB | Ambrosiana-Inter              | 3                             |                               |
| BAR | Bari                          | 11                            |                               |
| BOL | Bologna                       | 1                             |                               |
| GEN | Genova 1893                   | 4                             |                               |
| JUV | Juventus                      | 8                             |                               |
| LAZ | Lazio                         | 10                            |                               |
| LIG | Liguria                       | 4                             |                               |
| MIL | Milano                        | 9                             |                               |
| MOD | Modena                        | 13                            |                               |
| NAP | Napoli                        | 7                             |                               |
| NOV | Novara                        | 12                            |                               |
| ROM | Roma                          | 5                             |                               |
| TOR | Torino                        | 2                             |                               |
| TRI | Triestina                     | 14                            |                               |
| Awans z Serie B 1938/1939                                                                                     |                               |                               |                               |
| FIO | Fiorentina                    | 1                             |                               |
| VEN | Venezia                       | 2                             |                               |
| Oznaczenia: - kolumna pierwsza – skróty nazw drużyn, - kolumna trzecia – miejsce zajęte w poprzednim sezonie. |                               |                               |                               |

## Tabela
| Poz | Klub             | M  | Z  | R  | P  | GZ | GS | +/- | Pkt | Uwagi       |
| --- | ---------------- | -- | -- | -- | -- | -- | -- | --- | --- | ----------- |
| 1.  | Ambrosiana-Inter | 30 | 20 | 4  | 6  | 56 | 23 | +33 | 44  | Mistrzostwo |
| 2.  | Bologna          | 30 | 16 | 9  | 5  | 44 | 23 | +21 | 41  |             |
| 3.  | Juventus         | 30 | 15 | 6  | 9  | 45 | 40 | +5  | 36  |             |
| 4.  | Lazio            | 30 | 12 | 11 | 7  | 44 | 36 | +8  | 35  |             |
| 5.  | Genova 1893      | 30 | 14 | 5  | 11 | 56 | 47 | +9  | 33  |             |
| 5.  | Torino           | 30 | 13 | 7  | 10 | 47 | 41 | +6  | 33  |             |
| 7.  | Roma             | 30 | 11 | 7  | 12 | 28 | 31 | -3  | 29  |             |
| 8.  | Milano           | 30 | 10 | 8  | 12 | 46 | 38 | +8  | 28  |             |
| 9.  | Novara           | 30 | 12 | 3  | 15 | 27 | 35 | -8  | 27  |             |
| 9.  | Venezia          | 30 | 10 | 7  | 13 | 34 | 46 | -12 | 27  |             |
| 9.  | Bari             | 30 | 9  | 9  | 12 | 33 | 46 | -13 | 27  |             |
| 12. | Triestina        | 30 | 10 | 6  | 14 | 38 | 43 | -5  | 26  |             |
| 13. | Fiorentina       | 30 | 9  | 6  | 15 | 37 | 48 | -11 | 24  |             |
| 13. | Napoli           | 30 | 9  | 6  | 15 | 26 | 41 | -15 | 24  |             |
| 13. | Liguria          | 30 | 7  | 10 | 13 | 25 | 44 | -19 | 24  | Spadek      |
| 16. | Modena           | 30 | 7  | 8  | 15 | 39 | 43 | -4  | 22  | Spadek      |

## Wyniki
| Gospodarz \ Gość | AMB | BAR | BOL | FIO | GEN | JUV | LAZ | LIG | MIL | MOD | NAP | NOV | ROM | TOR | TRI | VEN |
| Ambrosiana-Inter |     | 0:0 | 1:0 | 3:0 | 2:1 | 4:0 | 4:0 | 1:0 | 0:3 | 2:1 | 4:0 | 1:0 | 3:0 | 5:1 | 5:1 | 2:1 |
| Bari             | 3:0 |     | 1:1 | 2:1 | 0:1 | 2:1 | 1:5 | 1:1 | 2:0 | 1:0 | 1:0 | 1:0 | 0:0 | 2:2 | 2:2 | 3:0 |
| Bologna          | 0:0 | 3:1 |     | 3:2 | 5:3 | 1:0 | 3:1 | 2:0 | 1:0 | 1:0 | 1:1 | 3:0 | 1:0 | 3:1 | 2:0 | 2:0 |
| Fiorentina       | 0:3 | 1:1 | 1:0 |     | 1:1 | 0:0 | 2:3 | 4:0 | 1:0 | 3:2 | 2:0 | 2:2 | 1:0 | 3:2 | 1:0 | 3:1 |
| Genova 1893      | 2:2 | 3:0 | 1:2 | 3:0 |     | 3:2 | 4:0 | 2:0 | 1:1 | 0:3 | 2:0 | 5:3 | 0:0 | 1:0 | 1:0 | 3:1 |
| Juventus         | 1:0 | 6:2 | 1:0 | 3:2 | 3:1 |     | 3:1 | 4:0 | 2:2 | 1:0 | 2:1 | 1:0 | 1:1 | 1:1 | 2:6 | 1:0 |
| Lazio            | 1:1 | 0:1 | 2:2 | 1:1 | 4:1 | 4:0 |     | 2:2 | 2:2 | 1:1 | 2:0 | 1:0 | 1:0 | 1:1 | 2:0 | 1:0 |
| Liguria          | 0:2 | 1:0 | 1:1 | 2:1 | 2:1 | 0:2 | 0:0 |     | 0:2 | 1:1 | 2:0 | 1:0 | 1:0 | 2:1 | 1:1 | 0:0 |
| Milano           | 1:3 | 4:0 | 0:2 | 3:1 | 2:2 | 1:2 | 0:2 | 1:1 |     | 4:0 | 3:0 | 0:2 | 3:0 | 1:3 | 0:0 | 2:1 |
| Modena           | 1:2 | 3:0 | 0:0 | 3:0 | 1:4 | 1:2 | 1:1 | 1:1 | 2:2 |     | 0:0 | 4:1 | 1:0 | 1:2 | 2:1 | 2:2 |
| Napoli           | 0:1 | 1:1 | 1:1 | 2:1 | 3:1 | 0:0 | 1:1 | 3:2 | 1:4 | 1:0 |     | 2:1 | 0:1 | 3:1 | 3:1 | 2:0 |
| Novara           | 1:0 | 1:0 | 0:0 | 2:1 | 3:1 | 1:0 | 0:0 | 1:0 | 1:0 | 1:0 | 0:1 |     | 1:0 | 0:1 | 2:1 | 2:0 |
| Roma             | 1:2 | 4:2 | 2:0 | 0:0 | 2:0 | 3:1 | 1:0 | 2:2 | 3:1 | 1:0 | 1:0 | 3:1 |     | 0:0 | 1:0 | 0:2 |
| Torino           | 0:1 | 2:2 | 2:1 | 2:1 | 3:1 | 1:2 | 0:1 | 3:0 | 2:1 | 4:3 | 1:0 | 1:0 | 4:0 |     | 3:1 | 0:0 |
| Triestina        | 2:1 | 1:0 | 0:2 | 2:1 | 0:1 | 1:0 | 2:3 | 3:1 | 1:1 | 4:1 | 2:0 | 2:0 | 1:0 | 2:2 |     | 0:0 |
| Venezia          | 2:1 | 2:1 | 1:1 | 2:0 | 2:6 | 1:1 | 2:1 | 2:1 | 0:2 | 0:4 | 2:0 | 3:1 | 2:2 | 2:1 | 3:1 |     |

Źródło: Almanacco Illustrato del Calcio - La Storia 1898-2004, Panini Edizioni, Modena, September 2005 (wł.)
Objaśnienia:
1Drużyna gospodarzy jest wymieniona po lewej stronie tabeli.
2 Zadecydowane przez FIGC.
Kolory: zielony – zwycięstwo gospodarzy, żółty – remis, różowy – zwycięstwo gości.

## Najlepsi strzelcy
| Bramki | Strzelcy          | Drużyna          |
| ------ | ----------------- | ---------------- |
| 24 (3) | Aldo Boffi        | Milano           |
| 15     | Umberto Guarnieri | Ambrosiana-Inter |
| 14     | Ettore Puricelli  | Bologna          |
| 14 (3) | Carlo Reguzzoni   | Bologna          |

## Skład mistrzów
| Zwycięzca Serie A 1939/40 |
| ------------------------- |
| Ambrosiana-Inter 5 Tytuł  |

| formacja                                                                                      | Piłkarz (liczba meczów) |
| --------------------------------------------------------------------------------------------- | --- |
| Peruchetti Poli Setti Locatelli Olmi Campatelli Demaría Candiani Frossi Ferraris II Guarnieri | Giuseppe Peruchetti (23) |
| Peruchetti Poli Setti Locatelli Olmi Campatelli Demaría Candiani Frossi Ferraris II Guarnieri | Bernardo Poli (18) |
| Peruchetti Poli Setti Locatelli Olmi Campatelli Demaría Candiani Frossi Ferraris II Guarnieri | Duilio Setti (26) |
| Peruchetti Poli Setti Locatelli Olmi Campatelli Demaría Candiani Frossi Ferraris II Guarnieri | Ugo Locatelli (29) |
| Peruchetti Poli Setti Locatelli Olmi Campatelli Demaría Candiani Frossi Ferraris II Guarnieri | Renato Olmi (23) |
| Peruchetti Poli Setti Locatelli Olmi Campatelli Demaría Candiani Frossi Ferraris II Guarnieri | Aldo Campatelli (30) |
| Peruchetti Poli Setti Locatelli Olmi Campatelli Demaría Candiani Frossi Ferraris II Guarnieri | Atilio Demaría (29) |
| Peruchetti Poli Setti Locatelli Olmi Campatelli Demaría Candiani Frossi Ferraris II Guarnieri | Enrico Candiani (22) |
| Peruchetti Poli Setti Locatelli Olmi Campatelli Demaría Candiani Frossi Ferraris II Guarnieri | Annibale Frossi (26) |
| Peruchetti Poli Setti Locatelli Olmi Campatelli Demaría Candiani Frossi Ferraris II Guarnieri | Pietro Ferraris (II) (28) |
| Peruchetti Poli Setti Locatelli Olmi Campatelli Demaría Candiani Frossi Ferraris II Guarnieri | Umberto Guarnieri (22) |
| Peruchetti Poli Setti Locatelli Olmi Campatelli Demaría Candiani Frossi Ferraris II Guarnieri | Pozostałe piłkarze: Angelo Caimo (7), Carmelo Buonocore (11), Giuseppe Ballerio (4), Víctor Pozzo (6), Ezio Meneghello (4), Celso Battaia (1), Giovanni Ferrari (8), Giorgio Barsanti (7), Pietro Rebuzzi (I) (3), Vittorio Rovelli (2), Antonio Caracciolo (1), Giuseppe Meazza (0). |